# Sixto Jiménez
Sixto Jiménez Galán (Huelva, 23 juni 1962) is een voormalig volleyballer en beachvolleyballer uit Spanje. Hij nam in die laatste discipline eenmaal deel aan de Olympische Spelen en werd twee keer Spaans kampioen. Na zijn spelerscarrière ging hij als sportcoach aan de slag.

## Carrière

### Zaal
Jiménez begon op achtjarige leeftijd met volleybal en maakte in 1980 zijn debuut als professioneel volleyballer voor de club Veracruz uit Huelva. Het eerste seizoen promoveerde hij met zijn ploeg naar de eerste divisie van de Spaanse competitie en in zijn tweede seizoen eindigde de club op de vierde plaats van het klassement. Vervolgens maakte hij de overstap naar CV Palma Mallorca waarvoor hij tien seizoenen zou spelen. Met de club werd hij vijfmaal landskampioen en won hij vijf keer de Spaanse beker. Daarnaast stonden ze in 1984 de finale van de CEV Cup die werd verloren van Klippan Torino en werden ze in 1990 derde bij de CEV Champions League.

### Beach
Jiménez debuteerde in 1991 met Benjamin Vicedo in de FIVB World Tour. Het duo nam dat jaar deel aan drie internationale toernooien en behaalde een zesde plaats in Almería. Daarnaast wonnen ze in Laredo de eerste nationale titel. Met Miguel Prieto werd hij bij het Open-toernooi van Rio de Janeiro in 1994 en 1995 respectievelijk negende en dertiende. Vervolgens vormde hij twee seizoenen een team met Javier Bosma. Het tweetal nam in het eerste seizoen deel aan zeventien toernooien in de World Tour. Ze eindigden tweemaal op het podium – in Espinho werden ze derde en in Tenerife tweede – en behaalden verder twee vijfde (Marbella en Kaapstad) en drie zevende plaatsen (Busan, Fortaleza en Bali). In het seizoen 1996 speelden ze zeven wedstrijden in de World Tour met een vijfde plaats in Hermosa Beach als beste resultaat. Daarnaast waren Jiménez en Bosma in Atlanta actief op het eerste beachvolleybaltoernooi bij de Olympische Spelen. Ze verloren in de vierde ronde van de Amerikanen Mike Whitmarsh en Mike Dodd en werden daarna in de vijfde herkansingsronde definitief uitgeschakeld door de Canadezen John Child en Mark Heese, waardoor ze als vijfde eindigden. In Pornichet speelde hij zijn laatste wedstrijd in de World Tour. Het jaar daarop werd Jiménez met Sead Omeragic opnieuw Spaans kampioen.

### Coach
Na zijn spelerscarrière beëindigd te hebben ging Jiménez aan de slag als coach. Hij begon als trainer van de nationale jeugdteams bij het beachvolleybal. Daarnaast had hij ook het Spaanse team Bosma en Pablo Herrera en het Zwitserse team Markus Egger en Sascha Heyer onder zijn hoede. Van 2007 tot en met 2018 was hij bondscoach en verantwoordelijk voor de Spaanse beachvolleyballers op de Olympische Spelen van Peking (2008), Londen (2012) en Rio (2016).

## Palmares
Kampioenschappen
- 1991:  NK
- 1996: 5e OS
- 1997:  NK

FIVB World Tour
- 1995:  Espinho Open
- 1995:  Tenerife Open